# Energiebalans (aarde)
De energiebalans van de Aarde is de combinatie van de stralingsbalans van inkomende zonnestraling en uitgaande aardse straling met het warmtetransport door de algemene circulatie en de zeestromen. De algemene circulatie bestaat uit turbulentie, convectie, advectie en verdamping.
Hoewel de stralingsbalans buiten de dagelijkse en jaarlijkse gang en klimaatveranderingen gemiddeld genomen in evenwicht is, is dit plaatselijk niet het geval. Op breedten lager dan 38° is de instraling groter dan de uitstraling, terwijl buiten dat gebied de uitstraling overheerst. In de tropen en subtropen wordt het echter niet warmer en in de gematigde gebieden en de poolstreken niet kouder. Dit vindt zijn oorzaak in het compenserende warmtetransport door de algemene circulatie en de zeestromen.